# Науменко Петро Олексійович
Науменко Петро Олексійович (17 травня 1868, м. Чернігів — ?) — полковник Армії УНР.

## Життєпис
Народився 17 травня 1868 в Чернігові. Освіту здобув у Новгород-Сіверській гімназії. Закінчив Чугуївське військове училище.
Станом на 1 січня 1910 р. — капітан 28-го піхотного Полоцького полку (м. Петраков). У 1916 командир 406-го піхотного Щигрівського полку. Останнє звання у російській армії — полковник.
В армії Української Держави командир 34-го піхотного Козелецького полку.
У 1920–1921 рр. — старшина Етапового куреня 3-ї Залізної дивізії Армії УНР. 
Подальша доля невідома.